# بویوک گیله‌تاغ
بویوک گیله‌تاغ ( ترکی آذربایجانی: Böyük Gilətağ) یک منطقهٔ مسکونی در جمهوری آرتساخ است که در استان کاشاتاق واقع شده‌است.